# Paltostoma lobata
Paltostoma lobata är en tvåvingeart som beskrevs av Edwards 1929. Paltostoma lobata ingår i släktet Paltostoma och familjen Blephariceridae.
Artens utbredningsområde är Peru. Inga underarter finns listade i Catalogue of Life.